# 瀬谷佳子
瀬谷 佳子（せや よしこ、1975年6月23日 - ）は、IBC岩手放送報道部の記者で、同局の元アナウンサー。

## 来歴
福島県いわき市出身。福島県立磐城女子高等学校（現：磐城桜が丘高等学校）、筑波大学第二学群比較文化学類（現：人文・文化学群）卒業。大学在学中に高校の教員免許を取得している。教科は地理歴史。
大学を卒業後、1998年にIBC岩手放送に入社。同期の徳永千帆子とともに同局のアナウンサーになる。アナウンス部在籍時には報道番組や情報番組だけでなく、競馬中継や音楽番組などあらゆるジャンルの番組を担当。IBC一の韓国通として知られ、過去に『ラジオ広場』枠で『KOREA NOW CHANNEL』という番組を不定期で企画・放送していた。
2012年3月30日、それまで6年以上にわたって司会を務めていた『じゃじゃじゃFriday』を卒業し、テレビ制作部へ異動。テレビ制作部から報道部へ転属してからは記者を務めており、2015年には報道部主任のポストに就いている。

## 担当番組

### テレビ番組
- たまてばこ火曜館
- IBC競馬ライブ - 司会
- IBCニュースエコー - サブキャスター。報道部へ異動してからも、記者として不定期出演している。
- じゃじゃじゃFriday（2005年10月 - 2012年3月） - 司会
- 産地直送TV いわて純情流 - ナビゲーター。『朝からRADIO』内で放送のラジオ版は、同番組パーソナリティの菊池幸見が兼務した[7]。
- 産地直送TV いわて純情流 Season2 - ナビゲーター。ラジオ版のナビゲーターは、引き続き菊池が兼務[8]。

### ラジオ番組
- IBCラジオドラマチック競馬中継〜生の感動!!みちのくレース（1999年 - 2011年。2001年からは『のりこの週刊おばさん白書』内で放送） - 不定期出演
- 農作業メモ
- ネッツトヨタ岩手・この人この本
- 健康で長生きするために
- TEENS' MUSIC WAVE
- 歌のない歌謡曲[9]（2002年4月 - 2012年3月。『朝からRADIO』内で放送）
- いい日昼どき
- ラジオさんさんまる（2004年3月 - 2006年3月） - 月曜・火曜担当
- Rumble Wave（2004年4月 - 2004年9月）
- イヴニングナビゲーション（2006年4月 - 2008年3月） - 月曜・火曜・水曜担当
- IBCこども音楽コンクール
- 由美とリフレッシュタイム